# Exeter Chiefs
Die Exeter Chiefs (offiziell Exeter Rugby Club) sind eine englische Rugby-Union-Mannschaft, die in der English Premiership spielt, der ersten englischen Liga.

## Geschichte
Der Verein wurde 1871 gegründet und bestritt 1873 das erste Spiel. In den ersten Jahren wechselte man oft das Spielfeld und nutzte dann jahrzehntelang den County Ground, auf dem auch Cricket gespielt wurde. Seit der Saison 2006/07 werden die Spiele im Sandy Park ausgetragen.
Nach der Professionalisierung von Rugby Union in England Mitte der 1990er Jahre strebte der Verein danach, längerfristig der höchsten Spielklasse anzugehören. 1997 gelang der Aufstieg in die zweithöchste Liga, die damalige National Division One, in der sich die Chiefs im oberen Mittelfeld etablieren konnten. In den Saisons 2004/05, 2007/08 und 2008/09 verpassten die Chiefs als Zweitplatzierte den Aufstieg in die Premiership jeweils nur knapp. Dies gelang ihnen schließlich im Jahr 2010. In der Saison 2016/17 holten die Chiefs sie ihren ersten Meistertitel, nachdem sie in der Vorsaison noch an den Saracens gescheitert waren. In der Saison 2019/20 gewann man den zweiten Meistertitel und zudem erstmals den European Rugby Champions Cup, die höchste Auszeichnung im europäischen Vereinsrugby, durch einen 31:27-Finalsieg gegen Racing 92.

## Erfolge
- Meister: 2017, 2020
- Meisterschaftsfinalist: 2016, 2018, 2019
- Sieger im European Rugby Champions Cup: 2020

## Spieler

### Aktueller Kader
Der Kader für die Saison 2019/2020:

### Ehemalige Spieler
- Chrysander Botha
- Gonzalo Camacho
- Michele Campagnaro
- Santiago Cordero
- Moray Low
- Josh Matavesi
- Nikola Matawalu
- Dean Mumm
- Nemani Nadolo
- Geoff Parling
- Junior Poluleuligaga
- Ceri Sweeney
- Fetuʻu Vainikolo